# Corey Hawkins
Pour les articles homonymes, voir Hawkins.
Corey Hawkins est un acteur américain né le 22 octobre 1988 à Washington, D.C..

## Biographie
Corey Hawkins est originaire de Washington, D.C.. Il y fréquente la Duke Ellington School of the Arts (en). Il part ensuite étudier à la Juilliard School de New York, où il fait partie de la division dramatique Group 40. Il y reçoit le prestigieux prix John Houseman pour son excellence dans le théâtre classique,. En parallèle à sa scolarité, il commence une carrière « Off-Broadway » et apparait dans de petits rôles à la télévision. Il décroche également un tout petit rôle dans le blockbuster de Marvel Studios, Iron Man 3 (2013), et croise des stars comme Liam Neeson et Julianne Moore dans Non-Stop d'Universal Pictures.
En 2013, Corey Hawkins fait ses débuts à Broadway en incarnant Tybalt dans une nouvelle adaptation de Roméo et Juliette de William Shakespeare, avec Orlando Bloom et Condola Rashad. En 2015, il rejoint la distribution de la série télévisée The Walking Dead. Il y incarne Heath, un personnage-clef des comics de Robert Kirkman,. Il incarne ensuite le rappeur-producteur Dr. Dre dans le film biographique sur N.W.A, NWA : Straight Outta Compton, qui sort à l'été 2015.
Après être apparu dans 6 épisodes de The Walking Dead entre 2015 et 2016, il décroche le rôle principal de la série télévisée 24: Legacy, diffusée dès février 2017 sur Fox. Dans ce spin-off de 24 heures chrono, il incarne Eric Carter, un ex-ranger vivant en Virginie et découvrant que les membres de son ancienne unité d'élite sont assassinés les uns après les autres. Il est ensuite à l'affiche d'une superproduction de Legendary Pictures, Kong: Skull Island, nouveau film mettant en scène King Kong. Il y retrouve Jason Mitchell, qui incarnait Eazy-E dans NWA: Straight Outta Compton.

## Filmographie

### Cinéma
- 2012 : Recalled de Michael Connors : Willie
- 2013 : Iron Man 3 de Shane Black : Navy Op
- 2014 : Non-Stop de Jaume Collet-Serra : Travis Mitchell
- 2014 : Romeo and Juliet de Don Roy King : Tybalt (captation filmée de la pièce de théâtre)
- 2015 : NWA : Straight Outta Compton (Straight Outta Compton) de F. Gary Gray : Dr. Dre
- 2017 : Kong: Skull Island de Jordan Vogt-Roberts : Houston Brooks
- 2018 : BlacKkKlansman : J'ai infiltré le Ku Klux Klan (BlacKkKlansman) de Spike Lee : Stokely Carmichael
- 2019 : Georgetown (en) de Christoph Waltz : Daniel Volker
- 2019 : Six Underground de Michael Bay
- 2020 : D'où l'on vient (In The Heights) de Jon Chu : Benny
- 2021 : Macbeth (The Tragedy of Macbeth) de Joel Coen : Macduff
- 2023 : Le Dernier Voyage du Demeter d'André Øvredal : Clemens
- 2023 : La Couleur pourpre de Blitz Bazawule : Harpo
- 2024 : The Piano Lesson de Malcolm Washington : Avery Brown
- 2025 : Crime 101 de Bart Layton
- 2025 : The Man In My Basement de Nadia Latif : Charles Blakey (également producteur délégué)

### Télévision
- 2011 : Futurestates - saison 2, épisode 5
- 2011 : Royal Pains - saison 3, épisode 4 : Busboy
- 2013 : Golden Boy - saison 1, épisode 3 : Evander
- 2015-2016 : The Walking Dead : Heath
- 2017 : 24: Legacy : Eric Carter
- 2020 : Survive : Paul

### Courts métrages
- 2010 : Empire Corner (court métrage) de J.P. Chan : Corey
- 2010 : Wu is Dead (court métrage) de Richard Wong : Chauncey

## Théâtre
- 2011 : Hurt Village pour la Signature Theatre Company : Buggy
- 2011 : Suicide Inc pour la Roundabout Theatre Company : Perry
- 2013 : Romeo and Juliet de la compagnie Richard Rodgers Theatre : Tybalt

## Distinctions
Source : Internet Movie Database

### Récompenses
- Festival du film de Hollywood 2015 : meilleure distribution pour les acteurs de NWA : Straight Outta Compton

## Voix francophones
En France, Diouc Koma est la voix régulière de Corey Hawkins, le doublant dans la majorité de ses apparitions. 
Au Québec, Lyndz Dantiste et Alexandre Fortin ont doublé l'acteur deux fois.